# Abholgroßmarkt

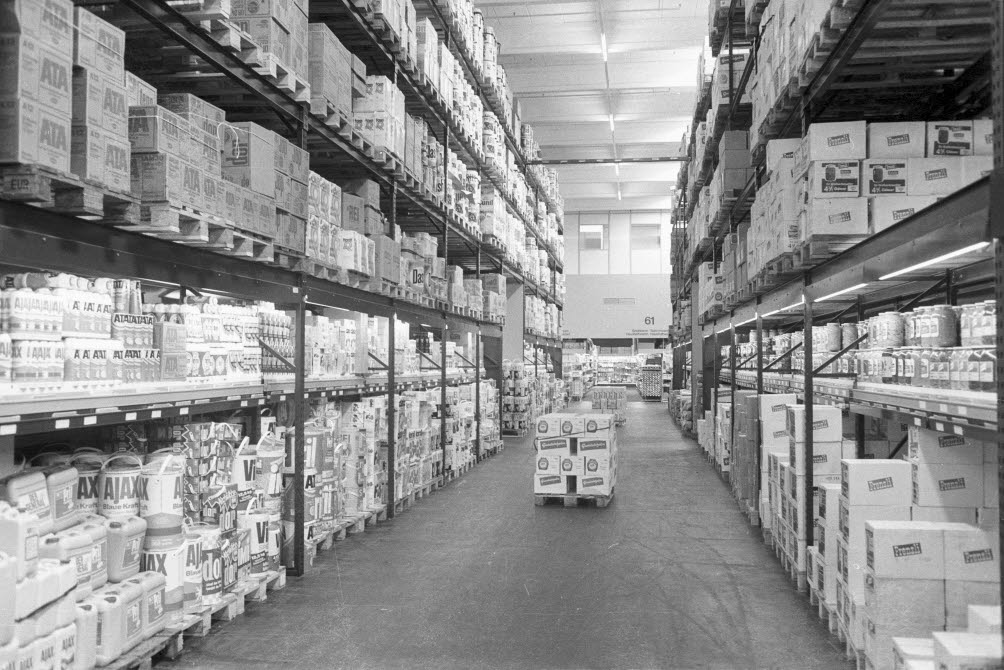
Ein Cash and Carry-Großmarkt in Kiel (1973)

Der Abholgroßmarkt bzw. Cash-and-Carry-Markt, auch als Cash-and-Carry-Großhandel (Großhandel im institutionellen Sinne) oder Selbstbedienungsgroßhandel bezeichnet, ist ein Betriebstyp des Großhandels. Er bietet nach dem Prinzip der Selbstbedienung ein breites Sortiment von Nahrungs- und Genussmitteln sowie Ge- und Verbrauchsgütern an. Der Käufer hat die Zusammenstellung der Ware (Kommissionierung) und deren Transport zu übernehmen.
Als Betriebsform des Großhandels ist der Absatz an Wiederverkäufer, Weiterverarbeiter, gewerbliche Verwender (z. B. Behörden, Bildungsstätten) oder an sonstige Institutionen (z. B. Kantinen, Vereine), soweit es sich nicht um private Haushalte handelt, gerichtet. In UK und USA richtet Costco sich auch an Privatkäufer, die nach Zahlung einer Jahresgebühr eine Einkaufserlaubnis erhalten können.

## Deutschland
Die größte Kette von Cash-and-Carry-Märkten wird in Deutschland von der Edeka unter dem Namen Edeka Foodservice Stiftung & Co. KG betrieben (141 Märkte), weitere Mitbewerber in Deutschland sind die Metro (103 Märkte), Handelshof C&C Großhandel Gruppe Köln, Selgros (43 Märkte in Deutschland) und L. Stroetmann.

## Österreich
In Österreich vereinen sechs Unternehmen rund 80 % des Großhandelsumsatzes. Die Rewe-Vertriebsschiene AGM unterhält über 20 Cash-and-Carry-Märkte, gefolgt von Metro mit 12 Standorten. Jeweils mehr als 5 Märkte führen die Großhändler Wedl, Transgourmet Österreich (ehemals C+C Pfeiffer) und Kastner, schließlich gehört noch Kiennast zu den Top 7. Die ca. 20 % Marktanteile des restlichen Großhandels teilen sich Eurogast Österreich, Alois Wild, GEKO, Hausmann, KHG-Gastroexpress, Rewe-gvs und Kröswang, wobei letztere keine Abholgroßmärkte betreiben.

## Situation in anderen Ländern
In den Vereinigten Staaten treten an die Stelle von Abholgroßmärkten häufig so genannte Warehouse Clubs wie Costco, Sam’s Club und BJ’s Wholesale Club, in denen nur Mitglieder einkaufen können, wobei die Mitgliedschaft gegen eine Gebühr von jedermann, also auch von Privathaushalten, erworben werden kann.
In der Schweiz existieren mehrere Cash-and-Carry-Ketten, unter anderem der Marktführer Prodega/Growa, TopCC und Cash + Carry Angehrn.